# Guilherme Cabral
Guilherme Oliveira Cabral (ur. 20 stycznia 2001) – brazylijski judoka.
Złoty medalista igrzysk Ameryki Południowej w drużynie w 2022.